# Фаджано
Фаджано (італ. Faggiano, сиц. Faggianu) — муніципалітет в Італії, у регіоні Апулія,  провінція Таранто.
Фаджано розташоване на відстані близько 450 км на схід від Рима, 90 км на південний схід від Барі, 14 км на південний схід від Таранто.
Населення — 3599 осіб (2014).
Щорічний фестиваль відбувається 19 березня. Покровитель — San Giuseppe.

## Демографія
Населення за роками:

Станом на 1 січня 2023 року в муніципалітеті офіційно проживало 69 іноземців з 18 країн, серед них 18 громадян країн Євросоюзу та 2 громадяни України.

## Сусідні муніципалітети
- Пульсано
- Роккафорцата
- Сан-Джорджо-Йоніко
- Таранто
- Ліццано